# Comté de Kalmar
Pour les articles homonymes, voir Kalmar (homonymie).
Le comté de Kalmar (Kalmar Län en suédois) est un comté suédois situé au sud du pays. Il est voisin des comtés de Kronoberg, Jönköping, Blekinge et Östergötland. À l’est, en mer Baltique, se trouve l’île de Gotland et son comté.

## Provinces historiques
Sur le plan géographique, le comté de Kalmar couvre la partie est de l’ancienne province historique de Småland, ainsi que la province insulaire d’Öland dans son intégralité.
Pour l’histoire, la géographie et la culture, voir Småland et Öland

## Administration
Le comté de Kalmar fit partie du comté de Kronoberg jusqu’en 1672. De 1680 à 1683, le comté de Blekinge fit partie du comté de Kalmar, en raison de la fondation d’une base navale à Karlskrona.
Les principales missions du conseil d’administration du comté (Länsstyrelse), dirigé par le préfet du comté, sont de satisfaire aux grandes orientations fournies par le Riksdag et le gouvernement, de promouvoir le développement du comté et de fixer des objectifs régionaux.

## Communes
Le comté de Kalmar est subdivisé en 12 communes (Kommuner) au niveau local, les unes situées en Suède continentale, et les autres sur l’île d’Öland :
En Suède continentale :
- Emmaboda
- Hultsfred
- Högsby
- Kalmar
- Mönsterås
- Nybro
- Oskarshamn
- Torsås
- Vimmerby
- Västervik

Sur l’île d’Öland :
- Borgholm
- Mörbylånga

## Villes et localités principales
- Kalmar : 33 788 habitants
- Västervik : 20 898 habitants
- Oskarshamn : 17 058 habitants
- Nybro : 12 322 habitants
- Vimmerby : 7 808 habitants
- Lindsdal : 5 669 habitants
- Hultsfred : 5 386 habitants
- Emmaboda : 5 071 habitants
- Mönsterås : 4 921 habitants
- Färjestaden : 4 475 habitants

## Héraldique
Le comté de Kalmar reçut officiellement son blason en 1944. Auparavant, le comté avait un blason représentant les armes de Småland et d’Öland côte à côte. Celui d’aujourd’hui, en revanche, les mélange.

## Mégalithisme
- Menhir d'Odensvi
- Menhir de Grönhögen